# Парк Макдейда
Парк Макдейда (англ. McDade Park) ― общественный парк, расположенный в городе Скрантон, округ Лакаванна, штат Пенсильвания, США.  

## Описание
Назван в честь члены Палаты представителей США Джозефа Макдейда. Парк занимает территорию площадью 0,81 кв. км. Здесь располагаются открытый бассейн, рыболовный пруд, баскетбольные площадки, туристические тропы, теннисные корты и павильон для пикника. В парке также есть свой дендрарий и многочисленные сады. Кроме того, здесь также расположены детская игровая площадка, ручей, два бейсбольных поля и многочисленные холмы, которые во время зимы пользуются большой популярностью местных жителей, катающихся на санях. 

### Угольная шахта
Угольная шахта Лакаванны расположена в самом центре парка. Некогда она принадлежала Континентальной угольной компании, которая была крупным предприятием по добыче антрацита. Посетители имеют возможность спуститься в шахту на вагонетке, а затем продолжить экскурсию пешком. Температура в шахте часто значительно отличается от наружной температуры (обычно на глубине шахты она составляет 10 °C). Музей открыт для посетителей с апреля по ноябрь. 

### Музей антрацитов
Также в парке находится Музей антрацитового наследия Пенсильвании, который предлагает экспозицию, посвящённую быту европейских иммигрантов, которые в XIX и XX работали в Скрантоне на предприятиях угледобывающей и текстильной промышленности. 